# Paramore
Paramore es una banda estadounidense de rock integrada por Hayley Williams (voz), Taylor York (guitarra) y Zac Farro (batería). Fue formada en Franklin, Tennessee, en 2004, por Williams y Jeremy Davis (bajo) junto con Josh Farro (guitarra líder y coros), Zac Farro (batería) y Jason Bynum (guitarra rítmica). En 2008, recibió su primera nominación a los premios Grammy en la categoría de mejor artista nuevo. Ese mismo año, obtuvo los galardones de mejor banda rock y mejor canción rock (por «Decode») en los Teen Choice Awards.
En 2005, Paramore firmó con el sello discográfico Fueled by Ramen y lanzó su álbum debut titulado All We Know Is Falling; de este se extrajeron tres sencillos, pero ninguno logró entrar en las listas de popularidad. Tampoco apareció en la lista semanal Billboard 200, a pesar de que alcanzó el puesto número treinta de la Billboard Top Heatseekers. All We Know Is Falling recibió la certificación de disco de oro en el Reino Unido cuatro años después de su lanzamiento.
Con el disco Riot!, en el año 2007, las ventas de la banda crecieron significativamente. Después de su lanzamiento en junio, alcanzó el puesto número quince en el Billboard 200 y recibió múltiples certificaciones en todo el mundo, incluyendo un disco de platino en los Estados Unidos. El sencillo «Misery Business» se convirtió en el primer tema del grupo en aparecer en el Billboard Hot 100. Para la banda sonora de la película Crepúsculo, Paramore grabó en 2008 dos canciones originales: «Decode» y «I Caught Myself».
En 2009 lanzaron Brand New Eyes, su tercer material de larga duración. Debutó en el segundo puesto en los Estados Unidos y resultó número uno en países como Australia y el Reino Unido. Produjo cinco sencillos, entre los que se encuentran «Ignorance» y «The Only Exception». Este último recibió certificaciones de oro en numerosos países. En 2011, y luego de separación de los hermanos Zac y Josh Farro de la banda, Paramore publicó el sencillo «Monster» como parte de la banda sonora de la película Transformers: el lado oscuro de la luna.
En 2013 publicaron su cuarto álbum de estudio, Paramore. El disco lideró las principales listas de ventas de al menos siete países, entre los que se incluye Estados Unidos. Contó con dos sencillos, «Still Into You» y «Now»; este último obtuvo baja recepción comercial tras su lanzamiento, al contrario de «Still Into You» que, publicado meses después, consiguió el lugar treinta y seis en el Billboard Hot 100 y fue certificado con doble disco de platino en Australia.
En 2015 la banda obtuvo el premio Grammy a la mejor canción de rock por Ain't It Fun. La banda ha vendido 10 millones de sencillos en EUA según la RIAA. En ese mismo año, Jeremy Davis abandonó el grupo por segunda vez y Zac Farro regresó a la formación.
El 19 de abril de 2017, estrenaron el sencillo «Hard Times» de su quinto álbum de estudio, After Laughter. Lanzado el 12 de mayo del mismo año, su segundo sencillo promocional fue «Told You So».
El 11 de enero de 2022 Paramore dio a conocer que llevan dos meses grabando su sexto álbum, según una entrevista con Rolling Stone. En la misma, comentan que empezaron a grabar en Nashville para luego trasladarse a un estudio de California. Esta es la primera vez que Hayley Williams, Taylor York y Zac Farro graban el álbum de principio a fin como trío.

## Historia

### Formación
En 2002, a la edad de trece años, Hayley Williams se mudó desde Meridian, Misisipi, su ciudad natal, a Franklin, Tennessee donde conoció a Josh y Zac Farro mientras asistía a una escuela privada. Poco después de haber llegado, comenzó a tomar clases con Brett Manning, músico y profesor de canto estadounidense. Antes de fundar Paramore, Williams y el bajista Jeremy Davis, junto con su amigo Kimee Read, participaron en una banda de música funk en la que realizaban versiones bajo el nombre de The Factory, mientras Josh y Zac Farro practicaban con su propia banda después de la escuela. Hayley conoció a estos últimos mientras buscaban un vocalista para su banda; ellos tuvieron algunas aprensiones con respecto a tener a una chica con vocalista, pero como eran buenos amigos, Williams empezó a escribirles canciones y funcionó la relación. Ella dijo que los hermanos Farro eran las primeras personas que conocía que «eran tan apasionadas por la música, como yo».

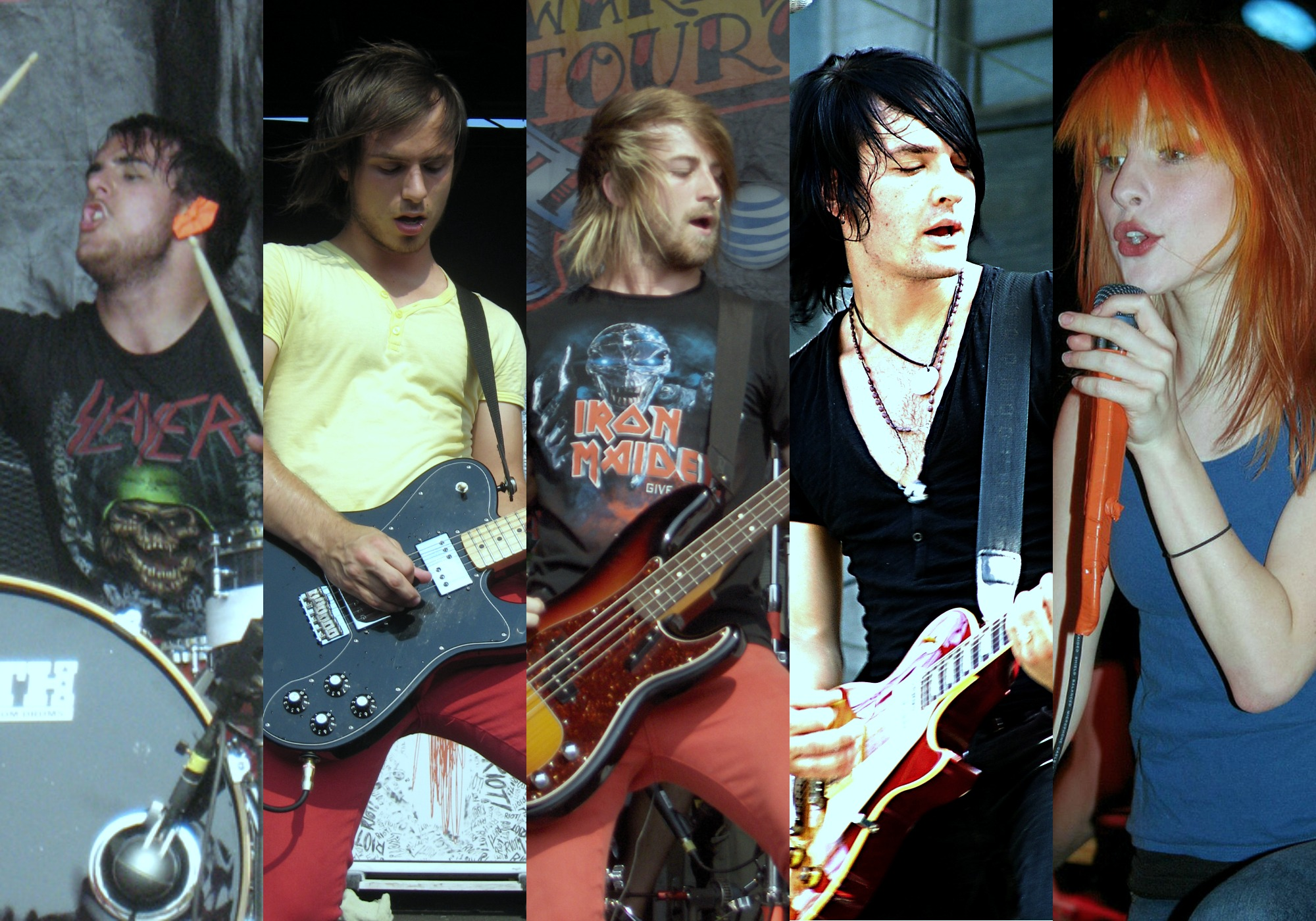
Integrantes originales de Paramore.

La banda fue formada oficialmente en 2004 por Hayley Williams (voz), Josh Farro (guitarra líder y coros), Zac Farro (batería) y Jeremy Davis (bajo). Posteriormente se unió el guitarrista rítmico Jason Bynum, vecino de Hayley. Cuando Davis llegó a la banda, se sorprendió por la corta edad de doce años que tenía, en ese tiempo, el baterista Zac Farro; e incluso en primera instancia admitió que «tenía muy poca fe en el futuro de la banda a causa de la edad de Zac», aunque también comentó que creía que la idea de formar una banda no resultaría ya que él mismo era demasiado joven. Sin embargo, después del primer ensayo dijo estar muy sorprendido.
Según Williams, el nombre de la banda deriva del apellido de soltera de la madre de uno de los primeros bajistas del grupo y que, además, era homófona a la palabra «paramour» que en francés significa «amante secreto».
Originalmente, Hayley Williams había firmado con Atlantic Records como artista solista en el año 2003. El plan era que Williams fuera una cantante pop, pero ella prefirió ser una cantante de rock alternativo y formar una banda. En una entrevista, Steve Robertson, vicepresidente de A&R Atlantic Records, dijo que «ella no quería ser una princesa pop. Quería junto con su banda de rock tener la oportunidad de mostrar que pueden escribir sus propias canciones» y la discográfica decidió apoyarla. El equipo de dirección original de la banda eran Dave Steunebrink, Jeff Hanson y el asistente de Hanson, Mark Mercado.
Aunque Paramore tenía contrato con Atlantic Records, el sello decidió que sería mejor para la imagen de la banda no ser parte de una gran compañía discográfica como lo es Atlantic. Por ello, lanzaron su música a través de un sello «más fresco» como lo es Fueled by Ramen. El jefe de Warner Music Group, Lyor Cohen, ya había identificado a Fueled By Ramen como el sello discográfico ideal para el rock de Paramore. Según Robertson, cuando los vio presentarse, «consiguió una visión de ellos inmediatamente». Paramore viajó a Orlando, Florida, para realizar una pequeña actuación en un almacén para John Janick, allí firmaron oficialmente con Janick, CEO de Fueled by Ramen, y con Atlantic Records.
La primera canción que escribieron los integrantes del grupo fue «Conspiracy», que más tarde fue incluida en su álbum debut. Impulsados por los padres de Williams, se fueron de gira por el suroeste de los Estados Unidos. Ella comentó que «en ese entonces, todos estábamos pensando que después de la escuela iríamos a casa y después a ensayar. Eso era lo que amábamos hacer y nos gustaba, ¡todavía nos gusta! Ninguno de nosotros sabía lo que íbamos a llegar a ser».

### All We Know Is Falling

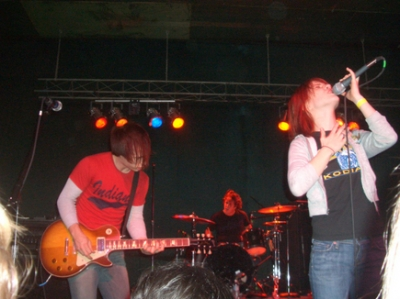
Paramore en el Winter Go West Tour, en Portland, Oregón, el 20 de enero de 2006.

Paramore viajó de regreso a Orlando, Florida, pero poco después de llegar, Jeremy Davis dejó la banda; citó razones personales para hacerlo. Los restantes tres miembros de Paramore continuaron con la composición de su álbum debut, nombre en cuestión, All We Know Is Falling (traducido: «Todo lo que conocemos se está cayendo»), fue inspirado por Jeremy. La carátula del álbum refleja el dolor de la banda con respecto a su partida, sobre lo que Hayley explicó: «El sofá en la portada de All We Know Is Falling, con nadie allí, y la sombra que se va, es sobre Jeremy y cómo a nosotros nos hace sentir que hay un espacio vacío».
Antes de comenzar con la promoción de su álbum, se unió John Hembree a la banda para reemplazar al bajista. En ese mismo año, tuvieron su primera aparición en la televisión, en Fearless Music, el 14 de septiembre. Durante el verano del 2005, Paramore se presentó en el escenario The Shiragirl Stage de la gira Warped Tour 2005. Después de un tiempo, Davis se reintegró a la banda. All We Know Is Falling fue lanzado el 24 de julio de 2005, y alcanzó el número treinta en la Billboard Top Heatseekers, pero no logró entrar en la lista semanal Billboard 200. El primer sencillo lanzado fue «Pressure», que contó con un vídeo dirigido por Shane Drake. No tuvo el éxito esperado. Fueled by Ramen publicó un segundo sencillo del disco, «Emergency», y más tarde un tercero, «All We Know». El vídeo musical de este último consiste en un conjunto de actuaciones en vivo y escenas tras bambalinas.

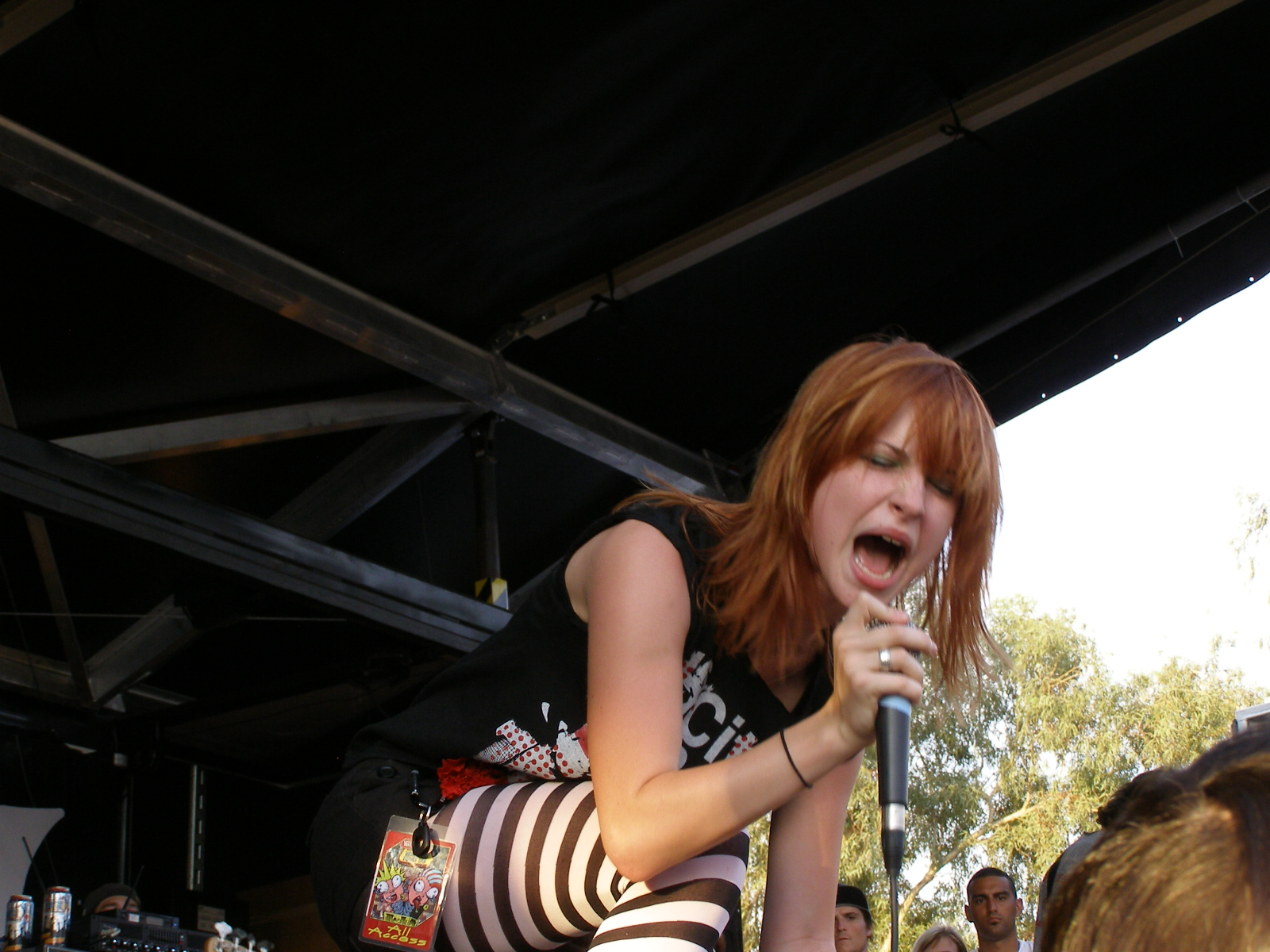
Paramore en el Warped Tour, en julio de 2006.

En enero de 2006, la banda participó en el Winter Go West Tour con Amber Pacific y The Lashes. Durante la primavera de ese año, Paramore hizo una gira con The Rocket Summer. Inició el 3 de mayo y finalizó el día 30 del mismo mes en Phoenix, Arizona. Ya en junio, Paramore lanzó su primer extended play (EP), The Summer Tic, que fue vendido en el Warped Tour de ese año. Incluyó cuatro canciones, entre ellas la versión original de «Emergency» (donde Josh Farro grita al cantar, a diferencia de la versión del álbum) y una versión de «Stuck On You» del grupo Failure. Después de esto la banda grabó una versión de la canción «My Hero» de Foo Fighters para la banda sonora de la película Superman regresa, lanzada el 13 de junio de 2006. Durante el verano, la agrupación participó en el Warped Tour, y la primera fecha en la que se presentaron, fue en su ciudad natal, Nashville. Tras esto, Paramore encabezó su primera gira propia por los Estados Unidos, iniciada el 2 de agosto de 2006, con el apoyo de This Providence, Cute Is What We Aim For, y Hit the Lights. El tour finalizó en Orlando, Florida, el 24 de septiembre del mismo año. Ese año, la banda fue nominada como «mejor banda nueva» y Hayley Williams como la segunda «mujer más sexy» por los lectores de la revista británica Kerrang!.
En 2007, Hunter Lamb abandonó Paramore para casarse, por lo que la banda siguió adelante como un cuarteto. Luego la revista británica New Musical Express los incluyó entre las diez bandas para tener en cuenta en el «New Noise 2007». En enero del mismo año, tocaron un set acústico para la inauguración de una exposición del Warped Tour en el Salón de la Fama del Rock, y el vestido que usó Hayley Williams en el vídeo de «Emergency» también fue exhibido en dicho salón.

### Riot!

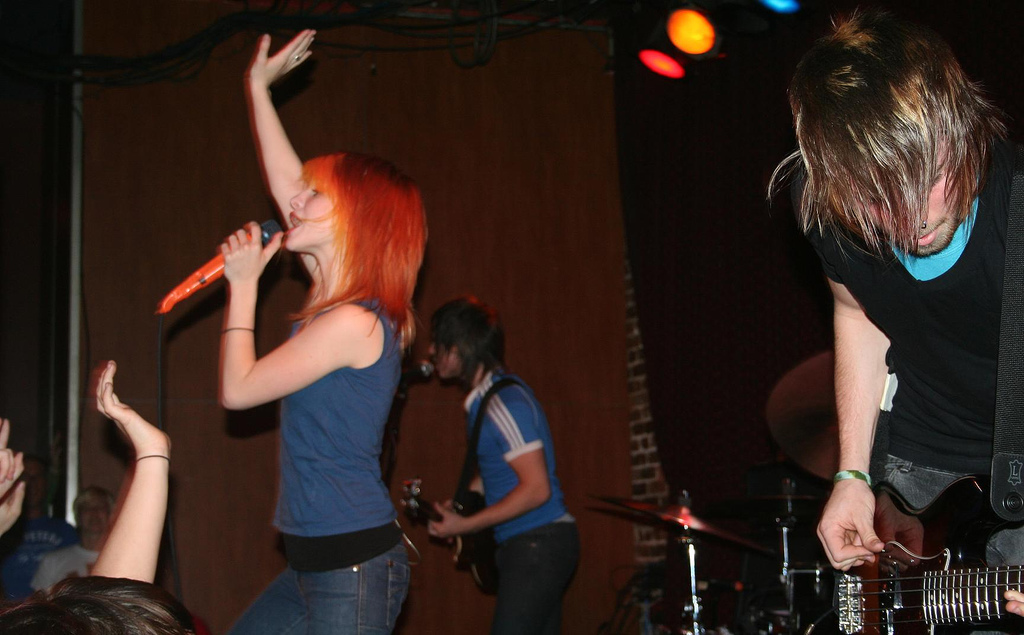
Paramore en The Social, Orlando, Florida, en abril de 2007.

Paramore comenzó a trabajar en su segundo álbum, Riot!, en enero de 2007. Sin embargo, antes de iniciar la grabación, expulsaron a Jeremy Davis de la banda por «falta de ética de trabajo», según Josh Farro. Con la salida de Jeremy y Hunter, necesitaban un guitarrista y un bajista, por lo que los hermanos convencieron a Hayley Williams de que Taylor York fuera el guitarrista, y a su vez, Williams abogó por la reincorporación de Davis a la banda. Desde entonces, York acompañó a Paramore únicamente como miembro de gira, así participó solo en presentaciones en vivo del grupo.
Riot!, grabado en Nueva Jersey y producido por David Bendeth, fue lanzado al mercado el 12 de junio de 2007 y debutó en el número quince del Billboard 200 y en el veinticuatro de las listas de popularidad británicas. Los miembros de Paramore escogieron el nombre Riot! porque uno de sus significados es «un arrebato de emoción incontrolada», palabra que «resumía todo el disco». «Misery Business», primer sencillo del disco, alcanzó la posición veintiséis de la lista Hot 100 de Billboard. Según Williams, «es la canción más honesta que he escrito». Su vídeo musical fue, durante semanas, número uno en la página web de MTV.

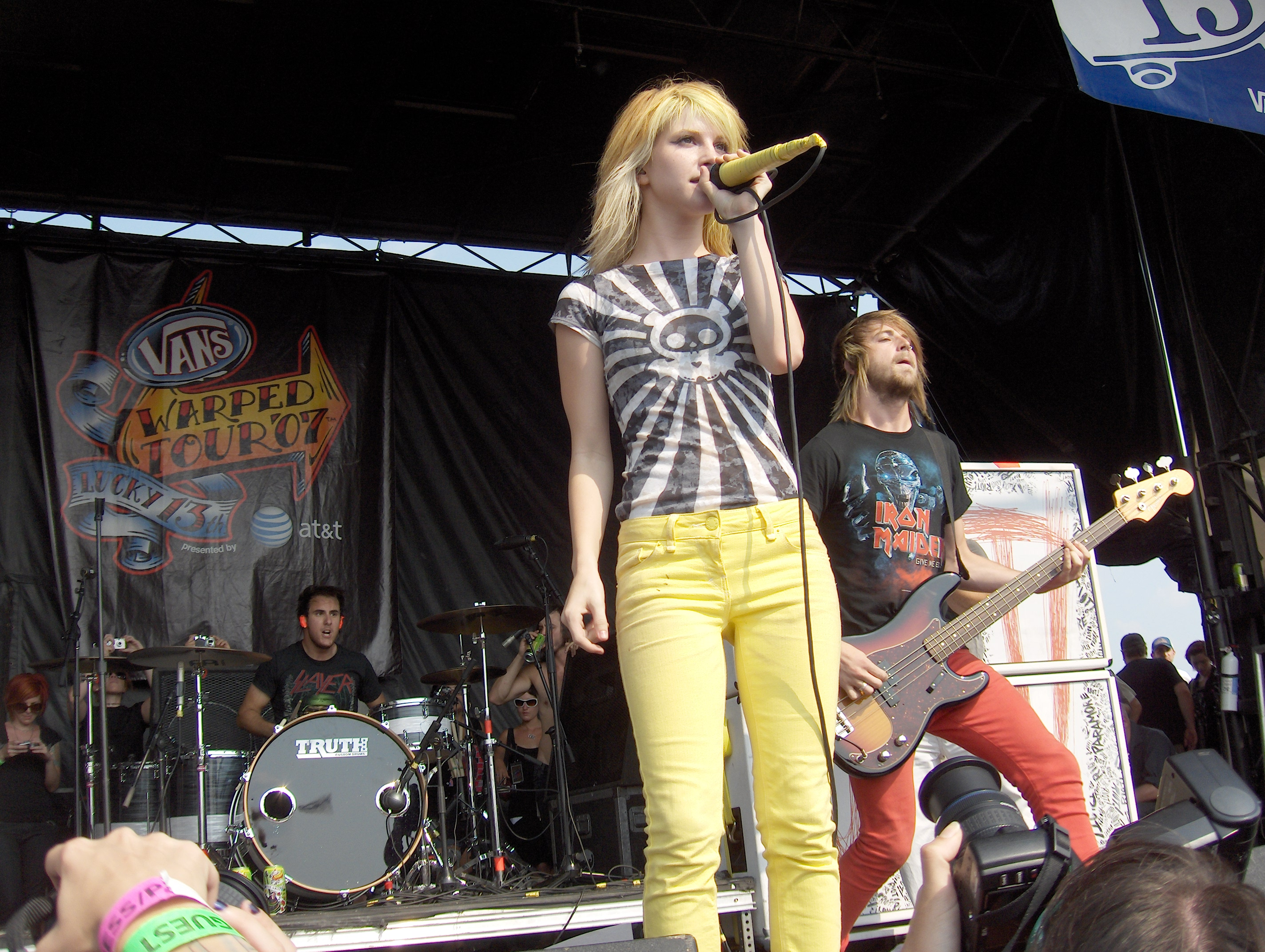
Paramore en el Warped Tour en agosto de 2007.

En el verano de 2007 la banda participó por tercera vez en el Warped Tour. En junio, la agrupación fue declarada por la revista estadounidense Rolling Stone como el Ones to Watch (literalmente, un grupo que vigilar). El grupo hizo su debut televisivo en el daily show en vivo The Sauce, en julio de 2007, donde interpretó «Misery Business». «Hallelujah», lanzado el 30 de julio de 2007 exclusivamente en el Reino Unido, es el segundo sencillo de Riot!. El vídeo de este, al igual que «All We Know», cuenta con escenas tras bambalinas y actuaciones en directo.
El 11 de octubre de 2007 el grupo estrenó, a través de Total Request Live de MTV, un vídeo musical para «crushcrushcrush». La agrupación lanzó el tema como sencillo en Estados Unidos el 19 de noviembre y en el Reino Unido el día 12 del mismo mes. En febrero de 2008 Paramore apareció en la portada de la revista Alternative Press, ya que fue elegido por los lectores de la revista como banda del año. También fueron nominados en la 50° entrega de los premios Grammy como mejor artista nuevo. No obstante, la ganadora fue Amy Winehouse.
A principios de 2008, la banda viajó al Reino Unido para promocionar Riot!. Había una gira programada en Europa para febrero, pero Paramore la canceló debido a problemas internos. Williams escribió en el sitio web de la banda que «el descanso le daría al grupo una oportunidad de escapar y resolver sus problemas personales». MTV informó que los seguidores de Paramore especulaban sobre su futuro, y agregó que los rumores habían comenzado cuando Josh Farro expresó su molestia contra los medios de comunicación, ya que estos se centraban en la vocalista del grupo. El 12 de mayo del mismo año, el cuarteto lanzó el cuarto y último sencillo de Riot!, «That's What You Get», que en agosto logró ubicarse en la posición sesenta y seis de la lista Hot 100 de Billboard.

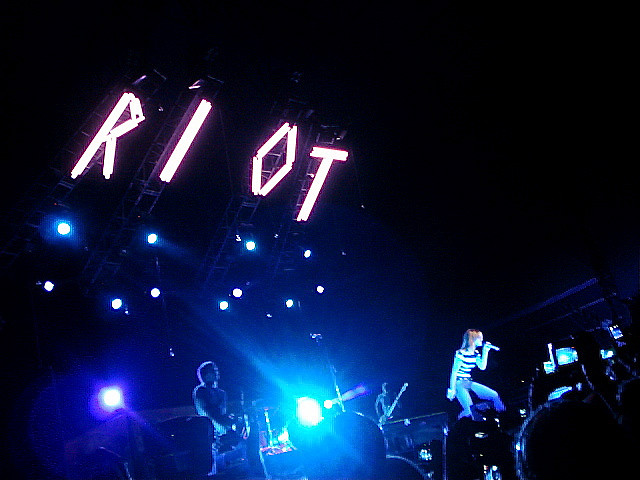
Paramore en Minnesota, durante su gira The Final Riot! en 2008.

La banda estuvo de gira con Jimmy Eat World en los Estados Unidos entre abril y mayo de 2008. El 10 y 11 de mayo del mismo año, participó en el festival Give It A Name en el Reino Unido. Paramore formó parte por cuarta vez del festival anual Warped Tour, realizado del 1 al 6 de julio de 2008. A mediados de ese año, Riot! recibió la certificación de disco de platino en los Estados Unidos. En septiembre, se presentó en los MTV Video Music Awards 2008 e interpretó «Misery Business», además de haber recibido una nominación en la categoría de mejor vídeo de rock por «crushcrushcrush».
Durante noviembre, Paramore grabó las canciones «Decode» y «I Caught Myself» para la banda sonora de la película Crepúsculo. Lanzó el tema «Decode» el 1 de octubre de 2008, y un vídeo musical para el mismo el 3 de noviembre. La banda sonora completa de la película estuvo disponible desde el 4 de noviembre. Entre los días 17 y 27 de octubre de 2008, Paramore realizó una gira por Latinoamérica. El 25 de noviembre, la banda lanzó un álbum en vivo titulado The Final RIOT!, el cual incluye audio y vídeo de una presentación de la banda en Chicago. Tras su lanzamiento, The Final RIOT! alcanzó la posición ochenta y ocho del Billboard 200 y el 9 de abril de 2009 recibió la certificación de disco de oro en los Estados Unidos, tras vender más de 500 000 copias.

### Brand New Eyes

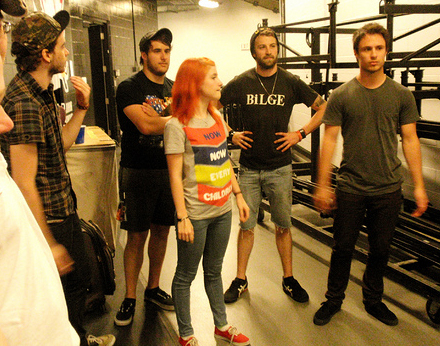
Paramore en julio de 2009.

Paramore participó entre mayo y julio de 2009 como telonero de No Doubt en su gira Summer Tour. En junio, la banda informó a través de su sitio web oficial que Taylor York, quién hasta entonces había sido un miembro de gira, pasa a ser un miembro oficial de Paramore.
La banda escribió y completó su tercer álbum de estudio, Brand New Eyes, a principios de 2009 y lo lanzó a la venta el 29 de septiembre de ese mismo año. Debutó en la segunda posición de la lista Billboard 200, superando a Memoirs of an Imperfect Angel de Mariah Carey, Dear Agony de Breaking Benjamin, Celebration de Madonna y Kiss & Tell de Selena Gomez & the Scene. El primer sencillo del álbum fue «Ignorance», lanzado a través de descarga digital en julio de 2009, misma fecha en que el disco estuvo disponible para preventa en el sitio web oficial de Paramore. El vídeo musical de «Ignorance», dirigido por Honey, fue publicado el 13 de agosto de 2009. En la lista Billboard Hot 100, este primer sencillo logró ubicarse en la posición número sesenta y siete en el mes de su lanzamiento. Para promocionar el disco realizaron una gira por Norteamérica y Europa, Fall Tour, que contó con los grupos Paper Route y The Swellers como teloneros; sin embargo, algunas fechas debieron posponerse debido a que Hayley Williams se enfermó de laringitis.

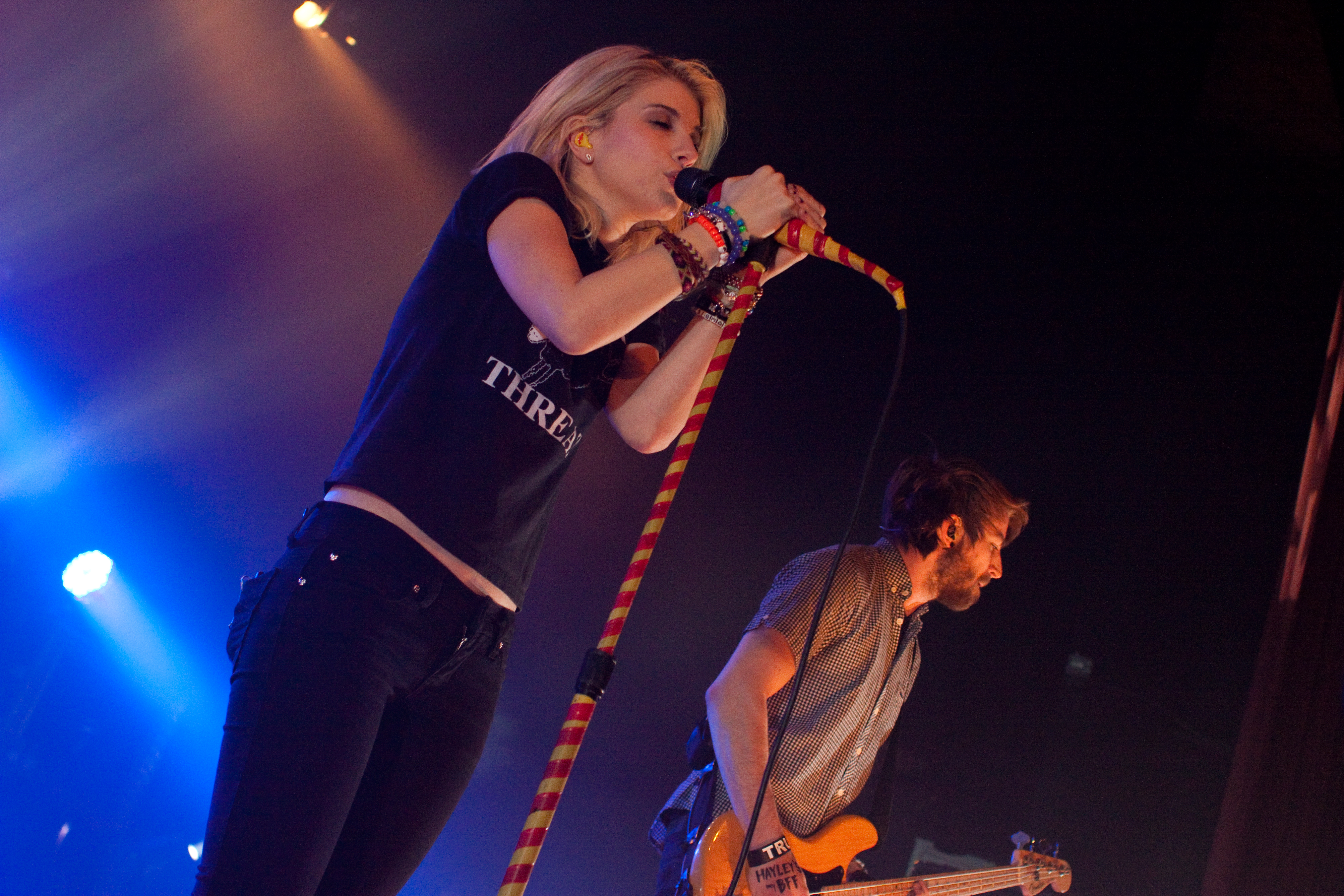
Hayley Williams y Jeremy Davis durante Brand New Eyes World Tour en noviembre de 2009.

«Brick By Boring Brick», segundo sencillo del álbum, se ubicó en las posiciones nueve y veinte de las listas Alternative Songs y Rock Songs, ambas pertenecientes a la revista Billboard. El vídeo musical de «Brick By Boring Brick» fue dirigido por Meiert Avis y lanzado el 23 de noviembre de 2009 en el sitio web oficial de Paramore. Paramore grabó una actuación en directo para MTV Unplugged, donde interpretaron de manera acústica tanto canciones de Brand New Eyes como de su anterior trabajo discográfico, Riot!, además de «Decode». Esta actuación fue transmitida en MTV el 28 de septiembre.
El 20 de octubre de 2009, y después de cuatro años desde su lanzamiento, el álbum debut de la banda, All We Know Is Falling, recibió la certificación de disco de oro en Reino Unido después de haber vendido 500 000 copias. Paramore luego realizó quince conciertos durante la gira europea con You Me at Six, Paper Route y Now, Now Every Children. Su gira pasó por gran parte de Europa y culminó en el Wembley Arena de Londres, con una audiencia de 12 500 personas. La banda después se presentó en el Soundwave Festival 2010 de Australia, junto a bandas como Faith No More, You Me at Six, All Time Low y Taking Back Sunday. En febrero de 2010, Josh Farro comunicó en el sitio web oficial de Paramore que no participaría en la gira por el Pacífico, ya que estaría planificando su boda. En el comunicado dijo: «Justin York, el hermano de Taylor, me reemplazará durante la gira como un favor. Él es un chico increíble, ¡lo amarán!. Voy a volver pronto, no se preocupen, los amo. Gracias por todo su apoyo y amor». La banda, ya con Farro de vuelta, realizó The Spring Tour por los Estados Unidos entre abril y mayo. Paramore fue telonero de Green Day el 23 de junio en su concierto en Dublín.

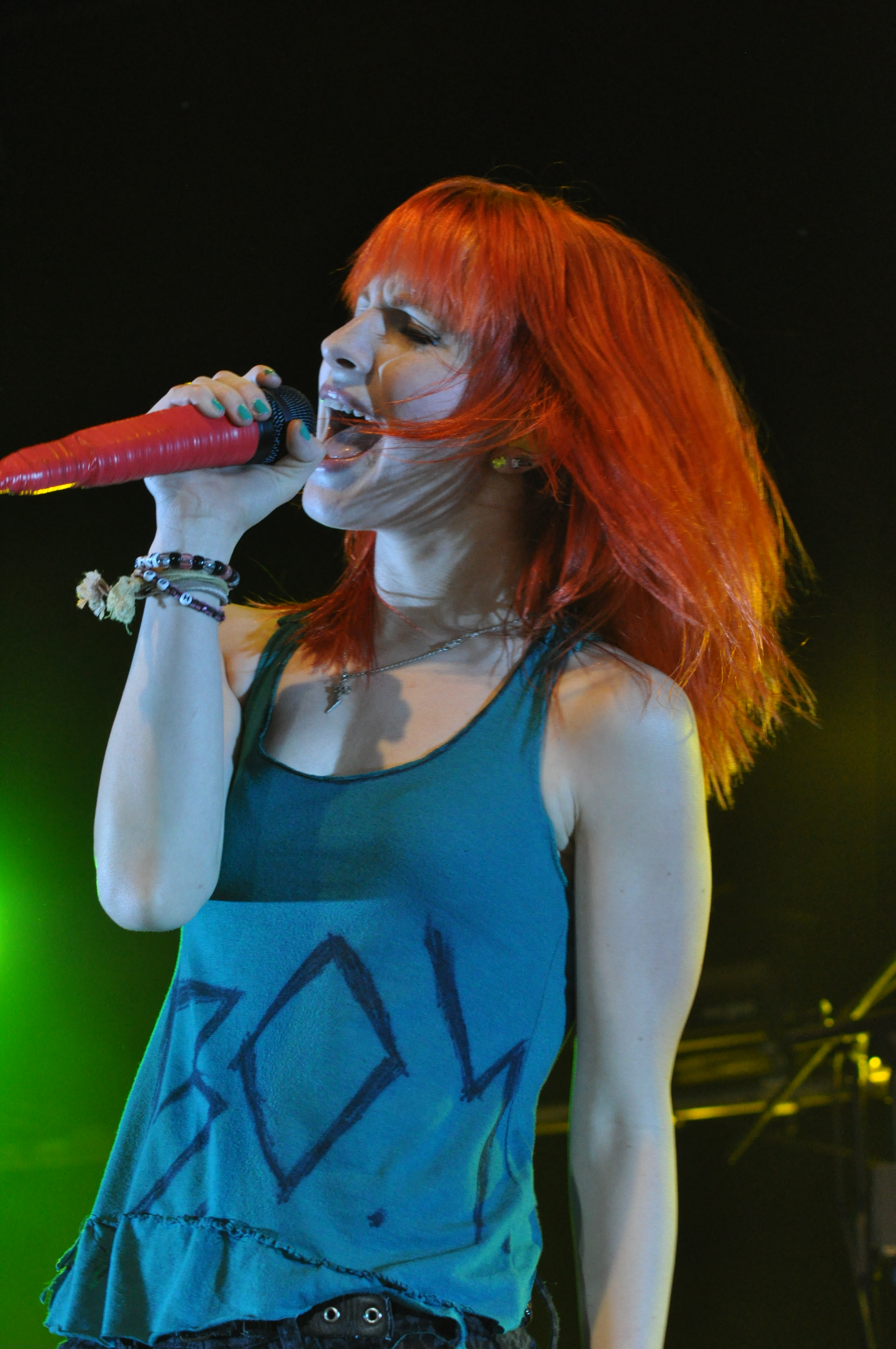
Hayley Williams en Bogotá (Colombia) el 2 de marzo de 2011.

La agrupación lanzó «The Only Exception», tercer sencillo de Brand New Eyes, en febrero de 2010 en formato de descarga digital y el 19 de abril del mismo año como sencillo oficial. Esta fue la canción más exitosa comercialmente no sólo de Brand New Eyes, sino de toda la carrera de Paramore, al lograr la posición veinticuatro de la lista Hot 100 en Estados Unidos. Recibió la certificación de disco de platino en Australia y los Estados Unidos. El cuarto sencillo fue «Careful», que apareció en el Hot 100 de Billboard en la posición setenta y ocho a mediados de octubre de 2009, antes de su lanzamiento oficial como sencillo.
Después de una breve gira por el Reino Unido en noviembre, el grupo anunció la fecha oficial de la gira sudamericana que tuvo lugar entre febrero y marzo de 2011. En esta, Paramore visitó por primera vez países como Argentina, Perú, Colombia y Venezuela; y por segunda vez, Chile y Brasil. El 15 de noviembre lanzó el quinto sencillo de Brand New Eyes, «Playing God», exclusivamente en el Reino Unido.

#### Salida de los hermanos Farro

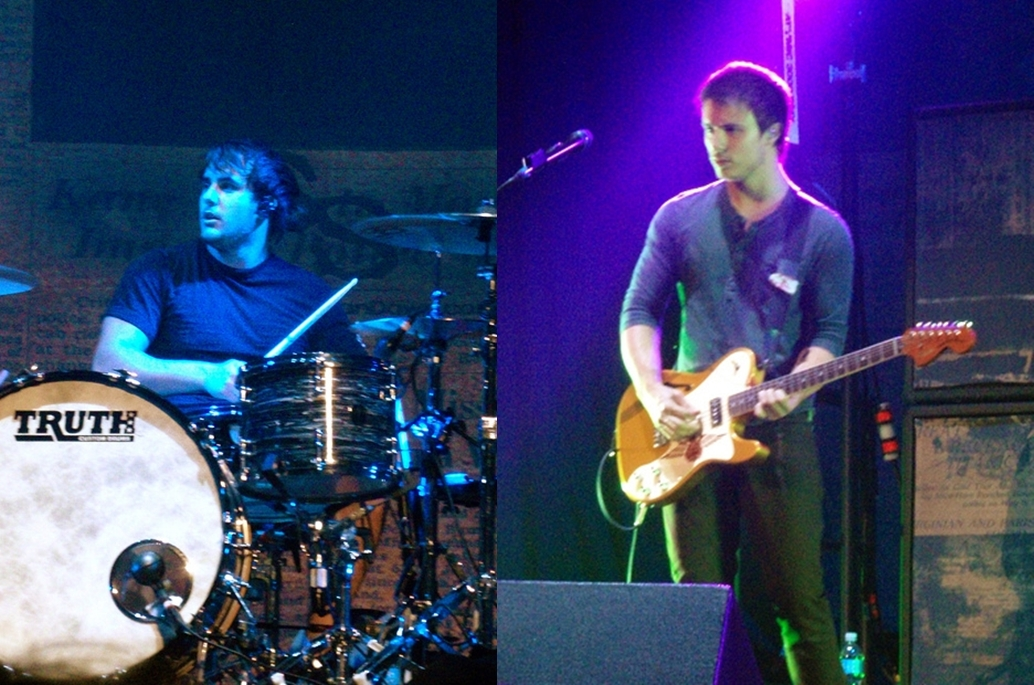
Zac y Josh Farro en Vancouver, Canadá, durante el Summer Tour en 2009.

El 18 de diciembre de 2010, Hayley, Jeremy y Taylor anunciaron en el sitio web oficial de Paramore que Josh y Zac dejaban la banda. El mensaje indicaba: «Hace un par de meses atrás, Josh y Zac nos hicieron saber que se retirarían de la banda después de nuestro show en Orlando el domingo pasado. Ninguno de nosotros estaba muy sorprendido. Durante el último año ha parecido como si no quisieran estar aquí. Queremos que Josh y Zac hagan algo que les haga sentir felices y si eso no está aquí con nosotros, entonces los apoyamos para encontrar la felicidad en otra parte. Pero ni por un segundo pensamos en olvidar todo esto». Además se agregó: «Al mirar hacia atrás, y ahora al mirar con entusiasmo hacia el futuro, en todo esto lo que realmente importa son los buenos tiempos. Las fotos de nosotros abrazándonos, los largos viajes, sus caras cuando corean mientras estamos tocando. Gracias por traernos justo a aquí, a este preciso momento. Esperamos tiempos mejores. Y esperamos que estén allí con nosotros». El mensaje también señalaba que los miembros restantes no tenían la intención de separarse y confirmaba que la gira programada por Sudamérica iba a realizarse de todos modos.
Luego de su salida, Josh Farro escribió un mensaje en su blog personal, totalmente diferente al de la banda, alegando que esta era «un producto fabricado por un sello importante». También acusó a Hayley Williams de ser manipulada por el sello discográfico y de tratar al resto del grupo como si fuera su proyecto en solitario; afirmó que Williams era la única integrante de la banda que firmó con Atlantic Records, mientras que sus compañeros eran tratados por compañía y la familia de Hayley como meros comparsas; se refirió además a los problemas internos que les impedían ponerse de acuerdo, a las letras de Brand New Eyes —demasiado negativas y no representativas de la banda, según Josh— y al desgaste producido por las largas giras. Josh y Zac Farro formaron un grupo llamado Novel American.
El 30 de diciembre de 2010, MTV News habló con Williams, York y Davis en Franklin, Tennessee, con respecto a sus reacciones a la respuesta de Farro. La entrevista se emitió en MTV.com el 7 de enero de 2011 como «Paramore: The Last Word» (en español: «Paramore: La última palabra»). La banda confirmó muchas de las declaraciones de Farro, sobre todo que Williams era el único miembro de la banda que firmó con Atlantic Records, y dijeron que sentían que la declaración era irrelevante y que ya habían escuchado muchas de las afirmaciones durante el curso de su carrera.

### Paramore

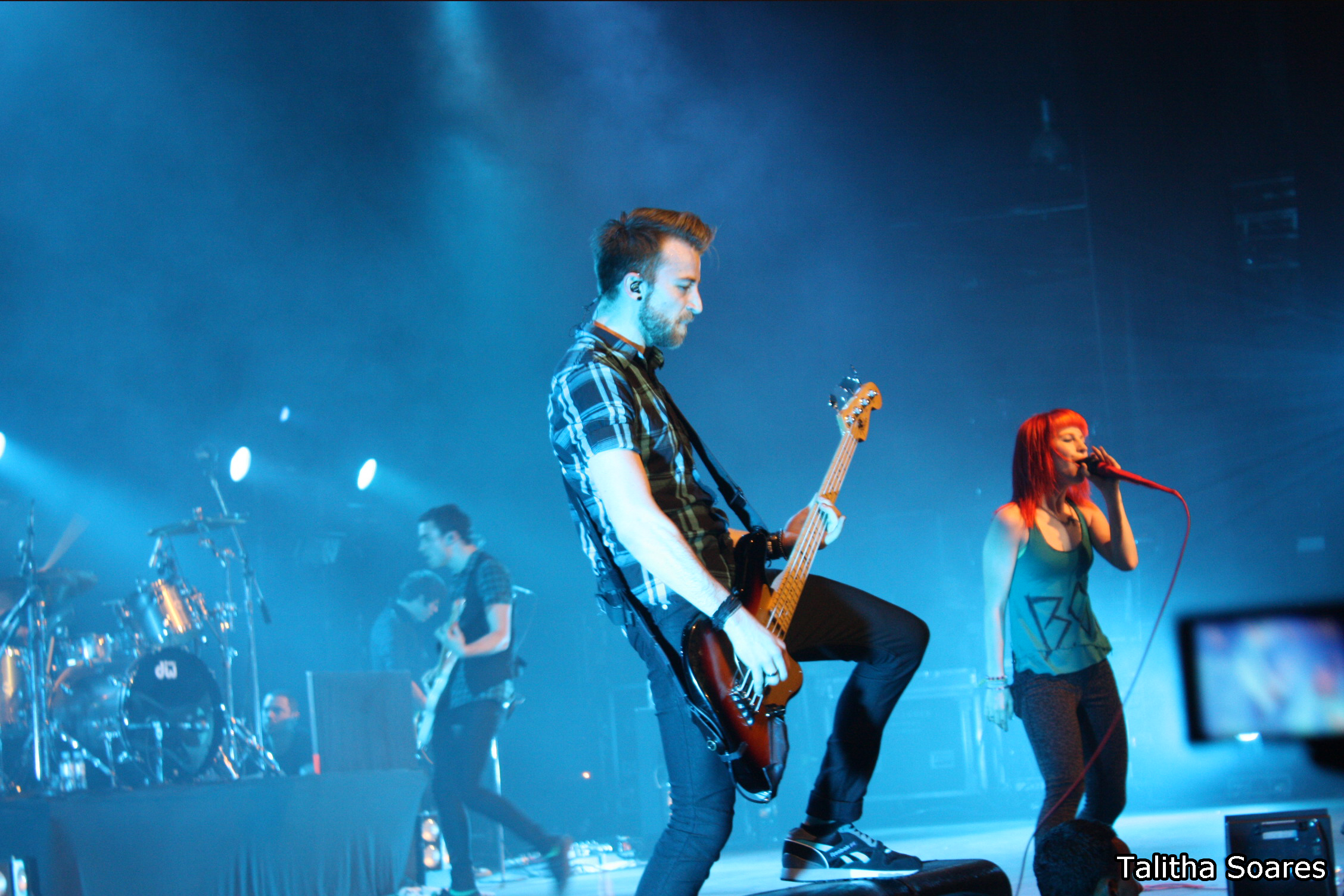
Paramore en Río de Janeiro, Brasil en febrero de 2013.

El 7 de junio de 2011, Fueled by Ramen lanzó el sencillo «Monster», que formó parte de la banda sonora de Transformers: el lado oscuro de la luna. Un video para la canción, dirigido por Shane Drake, fue estrenado en MTV el 17 de julio. El 7 de septiembre, en el aniversario número quince de Fueled by Ramen, la agrupación interpretó y dio a conocer su nueva canción, «Renegade». La canción sería incluida en la caja recopilatoria Singles. Paramore publicó los tres sencillos de la recopilación de octubre a diciembre, uno por mes: «Renegade» el 17 de octubre, «Hello Cold World» el 7 de noviembre de 2011 e «In The Mourning» el 5 de diciembre. Ese mismo año, entre julio y agosto, el grupo participó en el Warped Tour, festival anual en el que no habían participado desde 2008.
Posteriormente, en febrero de 2012, Paramore viajó a Los Ángeles para empezar la composición y más tarde grabación de su cuarto álbum de estudio. Este proceso contó con Justin Meldal-Johnsen como productor y con Ilan Rubin en la batería. Meses después, en diciembre, través de un comunicado en su página web, la banda anunció oficialmente este nuevo trabajo, titulado Paramore. De acuerdo con la agrupación, durante todo el proceso de grabación el álbum «se autotituló». Williams, Davis y York dijeron durante el comunicado: «Con el mayor orgullo y pasión que probablemente podríamos expresar, nos gustaría anunciar que este álbum será homónimo. Se ha autotitulado a través de casi todo el proceso... Todo el proceso de este álbum fue un redescubrimiento de nosotros mismos como banda y como amigos. Fue un proceso que nos permitió la libertad de explorar nuevos territorios artísticos y nos liberó a nosotros mismos como músicos, cantantes, como personas. Sinceramente, sentimos que la mejor manera de darle un nombre es sólo llamarle por lo que es. Este álbum es lo que somos».

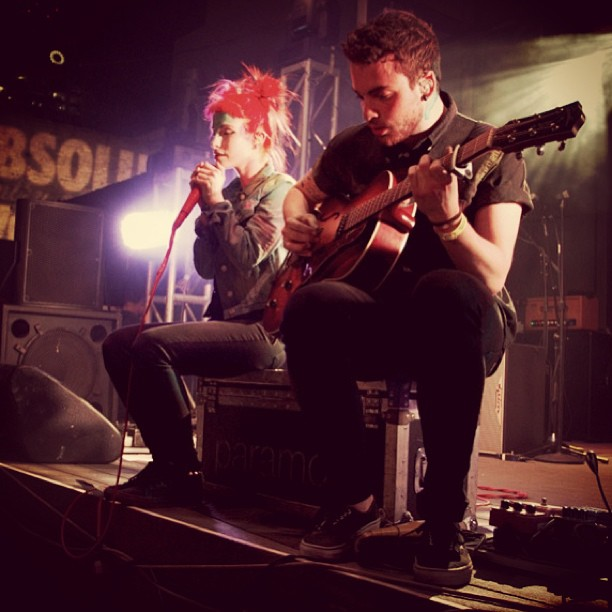
El guitarrista Taylor York contribuyó, a diferencia de en los anteriores trabajos de Paramore, como compositor principal junto con la vocalista Hayley Williams. En la imagen, York y Williams en 2013.

Fueled by Ramen lanzó Paramore el 8 de abril de 2013, el cual se ubicó en la posición número uno de las listas musicales de al menos siete países, incluidos Reino Unido y los Estados Unidos; en este último, por primera vez y como debut, resultado de 106 000 copias vendidas tras su primera semana en el mercado. Paramore obtuvo certificación de disco de oro en Reino Unido.
El primer sencillo del disco, «Now», se publicó el 22 de enero de 2013. Tuvo un bajo éxito comercial; entró a las listas australianas y a las británicas en las posiciones ochenta y seis y treinta y nueve, respectivamente, mientras que en Estados Unidos no logró entrar al Billboard Hot 100. El video musical para el tema, dirigido por Daniel Cloud Campos, se estrenó en MTV el 11 de febrero de 2013. Williams declaró, en el festival SXSW, que el video de «Now» fue inspirado por el artista Banksy. Ella dijo: «Hay una imagen de Banksy de un hombre arrojando un ramo de flores en vez de una bomba molotov, y para nosotros es como si “eso encajara totalmente con la canción”. Da la sensación de que la canción es algo violenta, pero no lo es en lo absoluto; se trata de acoger algo distinto y aguardar por algo que aún no puedes ver. Cuando la gente ve el vídeo, creo que le queda claro que el amor siempre gana al final y que siempre es lo mejor para detener el ciclo de amargura y enojo, e intentar algo diferente».
La canción «Still Into You», segundo sencillo del álbum, fue interpretada por primera vez en un concierto dado por la banda como parte del festival SXSW el 13 de marzo de 2013, y seguidamente lanzada de manera oficial en el canal de YouTube de Fueled by Ramen, como parte de un video con la letra del tema hecho por Jeremy Davis. Se ubicó en la posición número uno de la lista de música rock británica y cinco en el conteo principal australiano, mientras que en Estados Unidos ocupó el lugar cuarenta y cinco del Billboard Hot 100. Recibió la certificación de doble disco de platino en Australia. El video musical oficial para «Still Into You», dirigido por Isaac Rentz, fue lanzado el 8 de abril. Taylor York comentó que «mucha gente podría escuchar la canción y asumir que [el video] sería sobre historias de personas enamoradas, pero lo que era tan atractivo sobre la perspectiva de Isaac era que quería capturar cómo se siente el amor».
Para promocionar su disco homónimo, Paramore realizó una serie de conciertos y giras por todo el mundo en 2013, que comenzó en febrero en el sur de Asia, y luego siguió por Australia (febrero-marzo), Norteamérica (abril-mayo), Europa (junio) y Sudamérica (julio-agosto). Norteamérica y Europa fueron visitados nuevamente durante el transcurso de ese año, mientras que en enero de 2014 el grupo hizo una gira por Australia y Nueva Zelanda. En algunos conciertos en diciembre del año 2013, Jeremy Davis estuvo ausente debido al nacimiento de su primera hija, por lo que Meldal-Johsen lo reemplazó en el bajo.

### Salida de Jeremy Davis
El 14 de diciembre de 2015, Paramore anunció mediante un comunicado que Jeremy dejaba la banda sin aclarar los motivos de su deserción. Poco después, en marzo de 2016, se conoció a través de varios portales de prensa musical que Davis y Paramore se encontraban en medio de una disputa legal, principalmente porque Davis no sería acreditado como un integrante sino como un "ex empleado" de Paramore y porque no se le habrían dado los créditos correspondientes en las composiciones musicales de la banda, particularmente, en el disco Paramore (2013).

### Regreso de Zac Farro
A partir de junio de 2016 numerosas fotos de Zac comenzaron a aparecer con Paramore incluso con él detrás de un Drum Kit, los aficionados comenzaron a especular que él estaba regresando a la banda, sin embargo, dijo que sólo estaba grabando sonidos de batería para el álbum y no había vuelto en tiempo completo, pero el 2 de febrero de 2017, Paramore confirmó que estaría regresando a la banda a tiempo completo.

Luego del regreso de Zac lanzaron ese mismo año el álbum titulado After Laughter con sencillos reconocidos como Hard Times, Told you so, Fake Happy, Rose Colored Boy, Caught in the Middle. Todos ellos con video musical, con sonidos muy alegres pero letras muy profundas del proceso y dolor que sintió la cantante Hayley Williams, luego de su casamiento y separación en menos de un año de matrimonio. 
La banda paso por un receso musical de 5 años, donde pudieron frenar la vida agitada de recitales para reencontrarse con sus familias y hogares. 
El 8 de mayo de 2020 a través de Atlantic Records, Hayley Williams lanza su primer álbum solista,  titulado Petals for Armor lanzado en dos Ep, con canciones como Simmer, Cinnamon, Crystal Clear, Dead Horse. Donde experimento sonidos más suaves con géneros Indie Pop, synth pop, Experimental pop. 
La cantante dio varias entrevistas contando que había pasado por una gran depresión y como lo llevaba día a día.
Alf su perro es el motivo principal de que ella este hoy en día recuperandose y volviendo a encontrarse con ella misma.

### This is Why, nuevo álbum
En enero de 2022, se confirmó que la banda regreso al estudio para trabajar en su próximo sexto álbum de estudio. Describieron al mismo con un sonido más "guitarrista".
El 28 de septiembre de 2022, el grupo anunció el lanzamiento de su primer sencillo, “This is why“, el cual consta de un sonido setentero tanto en la canción como propiamente en su video musical. El álbum que lleva el mismo nombre fue lanzado el 10 de febrero de 2023.
Luego anunciaron su gira por Latinoamérica para marzo de 2023, confirmando países como Argentina, Perú, Chile, Colombia entre otros, presentando canciones de su discografía y el nuevo álbum "This is Why", luego fueron confirmadas fechas para el tour por USA Y UK.
El 8 de diciembre de 2022 se estrenó "The News", como segundo sencillo. El 12 de enero de 2023, la banda lanzó el tercer sencillo, "C'est Comme Ça". 
El 28 de agosto de 2023, Hayley, a través de Discord, confirmó que Paramore se encuentra trabajando en nueva música durante su tiempo en Los Ángeles, “Zac Taylor y yo sólo queremos volver a hacer cosas. Hemos estado anhelando eso desde hace un tiempo. No sólo el proceso creativo, sino también las capas de aislamiento que pueden acompañar al proceso creativo”.
El 2 de septiembre la banda anuncio a través de sus redes sociales "Re: This Is Why", una reedición del álbum con 11 canciones remixes + 1 nueva titulada "Sanity", que se lanzó el 6 de octubre.
"Durante mucho tiempo hemos querido reconocer la conexión que tenemos con algunos de los artistas que nos han influido como banda y/o que han citado a nuestra banda como influencia. Re: This Is Why es un álbum remix. Algunas de las canciones han sido remezcladas de forma clásica, mientras que otras fueron reelaboradas o reescritas."
El 10 de noviembre de 2023, This Is Why fue nominado a "Best Rock Album"  y "Best Alternative Music Perfomance" en los Grammy Awards para la edición 2024.
El 10 de enero de 2024, A24 anunció un álbum tributo a la película del concierto de Talking Heads, "Stop Making Sense", que incluirá un cover de "Burning Down The House" de Paramore como tema principal. En enero de 2024, la banda fue nominada a Mejor Grupo Internacional en los BRIT Awards 2024. El 31 de enero, el cover de "Burning Down The House" fue lanzada como sencillo.
El 4 de febrero de 2024, la banda ganó dos premios Grammy en la 66 Entrega Anual de los Premios Grammy con su álbum "This Is Why", ganando el premio al Mejor Álbum de Rock y la canción "This is why", ganando a la Mejor Interpretación de Música Alternativa.

## Estilo musical e influencias

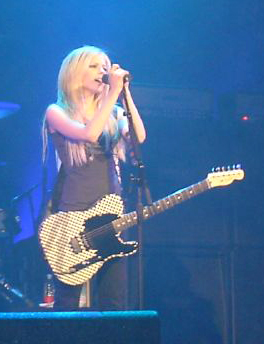
Paramore ha recibido diversas comparaciones con la cantautora canadiense Avril Lavigne.

El estilo musical de Paramore ha sido catalogado como emo y pop punk. Después de entrevistar a Williams, Joshua Martin argumentó que «la banda no se resume simplemente a una chica pop punk con cabello rojo y con una actitud enérgica; su música es diferente a lo tradicional, como ellos. Puede ser acelerada o lenta. Es emo, sin que ellos suenen quejumbrosos ni malcriados, es casi literalmente anti-Avril Lavigne». La revista Alternative Press comentó que la banda tenía «un sonido juvenil». Jason Schleweis de Crush Music, en su reseña álbum debut de la banda, All We Know Is Falling, dijo: «al escuchar su primer sencillo, pensarás dos veces antes de clasificarlos como otra banda que trata de engañar a los auditores con una falsa sensación de talento», y llamó al álbum «una refinada combinación entre rock y pop punk». Sobre el segundo álbum de la banda, Riot!, el crítico Alex Davies mencionó que este intenta explorar una «serie de diversos estilos, pero sin alejarse de su sonido característico».
La revista Alternative Press y otros críticos musicales han señalado que las presentaciones en vivo de la banda han ayudado a aumentar su fama. Alternative Press también agregó que Williams «tiene más carisma que los cantantes que le doblan la edad, y su banda no se queda atrás tampoco». El cantautor John Mayer elogió la voz de Williams en 2007 y la llamó «la gran esperanza naranja», en una referencia al color de su cabello.
Debido a la apariencia femenina que en una primera impresión ofrece la banda, Paramore ha conseguido comparaciones con Kelly Clarkson y la antes mencionada Avril Lavigne; algunos críticos consideraron dichas comparaciones como «muy infundadas». El crítico Jonathan Bradley señaló que «Paramore interpreta su música con un entusiasmo contagioso». Sin embargo, también agregó que «no hay gran diferencia entre Riot! y las canciones de Clarkson o Lavigne». Un crítico de la revista NME comparó el sonido de Paramore con el de «No Doubt a sus comienzos» y con una «Kelly Clarkson salvaje». Hayley Williams comentó acerca del aspecto femenino de la banda al decir que «Paramore no es sólo una banda liderada por esta chica», y que hace «música para que la gente la disfrute, no para que la gente pueda hablar de mi sexualidad».

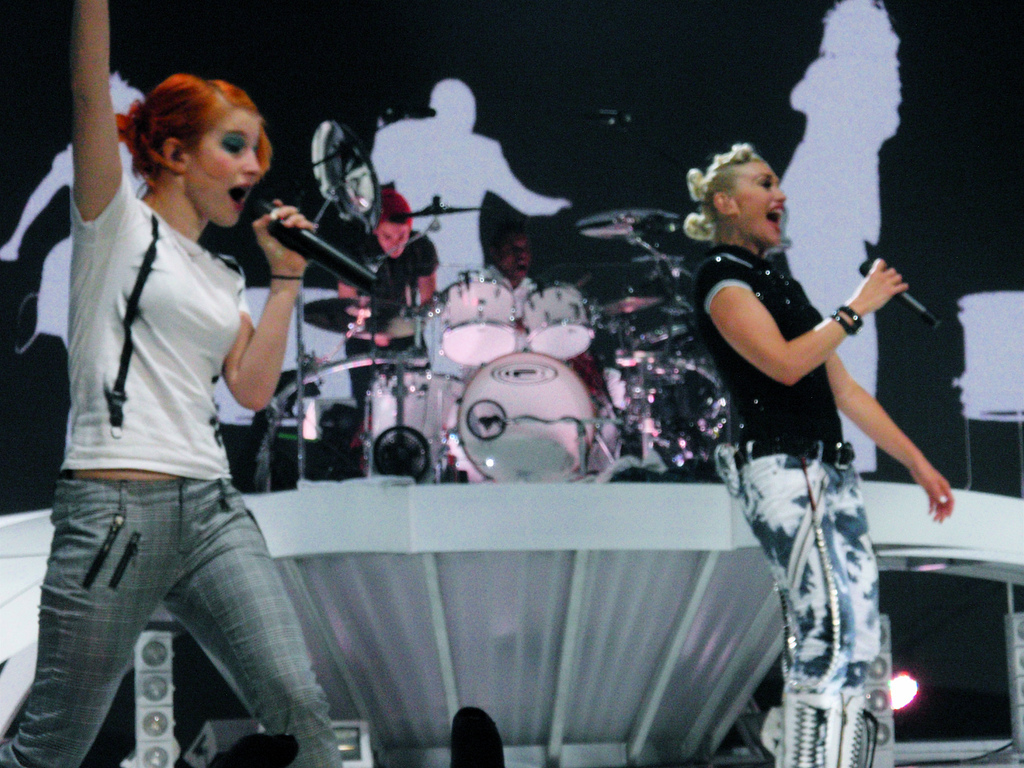
Williams ha citado a No Doubt como una banda influyente en la carrera de Paramore. En la imagen: Hayley Williams y Gwen Stefani.

Paramore ha expresado su agradecimiento a Fall Out Boy, Panic! at the Disco, Blink-182, Death Cab for Cutie, Jimmy Eat World, MewithoutYou, y Sunny Day Real Estate, así como a Thrice y New Found Glory; Hayley Williams comentó que: «bandas como U2 son enormes y hacen lo que quieren, escriben lo que quieren y se mantienen por algo»; sobre Jimmy Eat World: «pienso que nunca defraudarán a sus seguidores»; y sobre No Doubt comentó que «han hecho cosas asombrosas» y que actúan como un modelo del camino que a Paramore le gustaría aprovechar en su carrera.
Los miembros de la banda son cristianos. Josh Farro en una entrevista con AbsolutePunk en mayo de 2007, aclaró: «somos cristianos, pero no somos una banda cristiana». Farro después en una entrevista con la BBC en febrero de 2008, declaró: «nuestra fe es muy importante para nosotros. Esta fe obviamente va a salir en nuestra música, porque si alguien cree en algo, entonces su visión del mundo va a salir en cualquier cosa que hace. Pero no estamos aquí para predicarle a los niños, estamos aquí porque amamos la música». Igualmente, Williams se refirió al tema y explicó que «no hay que encasillarse sólo a la gente cristiana, sino también a todo el público para que sepan que la gente cristiana hace muy bien las cosas, sin ser religiosos [...] Pero la cristiandad es parte de nosotros y es muy real. Si la gente quiere conocer a Paramore, eso es parte nuestra».
Respecto a las catalogaciones de varios críticos sobre si la banda es emo, Jeremy Davis, en una entrevista en abril de 2010 comentó: «esa etiqueta ya no tiene sentido para mí». Las personas pueden decir lo que quieran, por lo que si creen que somos emotivos, lo somos. Yo creo que existe mucha emoción en nuestra música, si me preguntan qué estilo tocamos, no tengo una respuesta. Tal vez somos pop rock».

## Miembros
| - Hayley Williams: voz principal, teclados y piano (2004-presente) - Taylor York: guitarra rítmica, teclados, piano y coros (2007-presente), guitarra líder (2010-presente), batería y percusión (2010-2017) - Zac Farro: batería y percusión (2004-2010, 2017-presente), teclados, piano y coros (2017-presente) - Joey Howard: bajo y coros (2015-presente) - Logan MacKenzie: teclados, piano y guitarra rítmica (2017-presente) - Joseph Mullen: percusión y batería (2017-presente) - Brian Robert Jones – guitarra, voces de apoyo (2022–presente) | - John Hembree: bajo (2005) - Jason Bynum: guitarra rítmica y coros (2004-2005) - Hunter Lamb: guitarra rítmica (2005-2007) - Josh Farro: guitarra líder y coros (2004-2010) - Jeremy Davis: bajo (2004-2005, 2005-2015) - Josh Freese: batería y percusión (2010-2011) - Jon Howard: teclados, piano, guitarra rítmica y coros (2010-2017) - Justin York: guitarra líder y coros (2010-2022) - Jason Pierce: batería y percusión (2011-2012) - Hayden Scott: batería y percusión (2012) - Miles McPherson: batería y percusión (2013) - Aaron Gillespie: batería y percusión (2013-2017) | - Ilan Rubin: batería y percusión (2013) - Justin Meldal-Johnsen: bajo (2017), teclados, piano, guitarra (2013-2017) - Brian Robert Jones: bajo (2023) |

## Discografía
| Álbumes de estudio - 2005: All We Know Is Falling - 2007: Riot! - 2009: Brand New Eyes - 2013: Paramore - 2017: After Laughter - 2023: This Is Why - Re: This Is Why (2023) Álbumes en vivo - 2008: Live in the UK 2008 - The Final Riot! EP - 2006: The Summer Tic EP - 2010: 2010 Summer Tour EP - The Only Exception EP - 2013: The Holiday Sessions Multimedia - 2008: 40 Days of Riot! - 2010: Paramore's Videos. All of Them. Ever | Cajas recopilatorias - 2011: Singles Sencillos - 2005: «Pressure» - «Emergency» - 2006: «All We Know» - 2007: «Misery Business» - «Hallelujah» - «crushcrushcrush» - 2008: «That's What You Get» - «Decode» - 2009: «Ignorance» - «Brick By Boring Brick» | - 2010: «The Only Exception» - «Careful» - «Playing God» - 2011: «Monster» - «Renegade» - «Hello Cold World» - «In The Mourning» - 2013: «Now» - «Still Into You» - «Daydreaming» - 2014: «Ain't It Fun» - 2017: «Hard Times» - «Told You So» - «Fake Happy» - 2018: «Rose-Colored Boy» - 2018: «Caught in the Middle» - 2022: «This Is Why» - 2022: «The News» - 2023: «C’est Comme Ça» - 2023: «Running Out of Time» - 2024: «Burning Down The House» |

## Premios y nominaciones
Tras su primera y quizá más importante nominación como mejor artista nuevo en la 50.º entrega de los Premios Grammy, Paramore recibió numerosas nominaciones y títulos, incluyendo los MTV Video Music Awards o los American Music Awards. En efecto, el grupo ha sido distinguido con un total de 22 premios y propuesto para otros 42, entre los cuales se encuentran galardones como mejor banda alternativa, mejor grupo sobresaliente y banda favorita de rock —este último recibido en dos oportunidades—. Igualmente, las canciones «Crushcrushcrush», «Decode», «Ignorance» y «Monster» consiguieron el premio a la categoría de mejor canción de rock en los Teen Choice Awards; en esta misma entrega, el tercer álbum de Paramore, Brand New Eyes, obtuvo el título de mejor álbum de rock.
Asimismo, el grupo ha sido nominado diez veces a mejor banda de rock, de las cuales ha ganado ocho. También la banda se consagró como mejor banda en general en dos oportunidades, de las cuatro en que ha competido por dicho título.
En cuanto a los premios Grammy, Paramore ha sido nominado seis veces, incluyéndose como mejor artista nuevo (2008); y por las canciones «Decode» y «The Only Exception» en las categorías mejor canción escrita para una película (2010), mejor interpretación pop vocal de grupo/dúo (2011), respectivamente y Mejor Canción de Rock (2015) resultando está en la primera victoria del grupo.El 10 de noviembre de 2023 se dio a conocer que "This is why" (álbum) fue nominado en la categoría "Best Rock Album" y "This is Why" (canción) en la categoría "Best Alternative Music Perfomance" para la edición 2024 de los Grammy Awards en los cuáles fueron premiados en ambas categorías.
Por su parte, a Hayley Williams se le incluye en la categoría de mujer más sexy —obtenido dos veces— y el premio fashionista. Además, en 2012 apareció en el puesto número setenta y siete de la lista VH1 «Las 100 mujeres más grandes de la música».

## Giras
- 2006: The Paramore Tour[50][266][267]
- 2007: Fall Tour[268]
  - UK Tour[269]
- 2008: UK/European Tour[270][271][272][273]
  - U.S. Tour[274]
  - The Final Riot! Tour[275][276][277]
- 2009: North American Fall Tour[278][279]
- 2010: Spring Tour[280]
  - European Tour[281]
  - New Zealand Tour[282]
  - Australian Tour[283][284]
  - UK Fall Tour[285]
- 2011: South American Tour[286]
  - European Summer Tour[287]
- 2013: North American Tour[288][289]
  - South America Tour[290]
  - European Fall Tour[291][292]
  - The Self-Titled Tour[293]

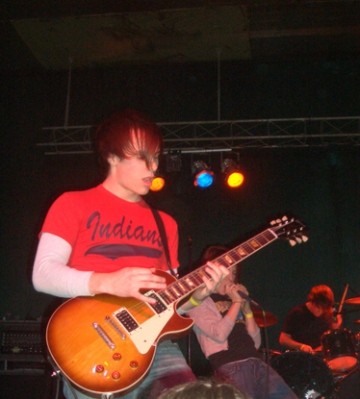
Josh Farro en el Winter Go West Tour.

- 2014: Australian / New Zealand Tour[164]
- 2017: After Laughter Tour
- 2017: Personal Fest 2017 en  Club Ciudad de Buenos Aires, Argentina
- 2022/2023: This Is Why Tour

## Apariciones en videojuegos
En 2005, Paramore hizo su primera aparición en un videojuego con la canción «Pressure», que puede escucharse en las versiones para consola de Los Sims 2. En marzo de 2008, la agrupación debutó en los  videojuegos de música con «crushcrushcrush» con una pista de contenido descargable de la serie Rock Band, y que más tarde pasó ser una canción jugable en Guitar Hero On Tour: Decades. Ese mismo año, Rock Band 2 fue lanzado junto con la canción «That's What You Get» incluida como una pista jugable, mientras que su sucesor,  Rock Band 3, incorporó el tema «Misery Business».
La presencia más significativa de Paramore fue en Guitar Hero World Tour, en donde, además de contar con «crushcrushcrush» y «Misery Business», la vocalista Hayley Williams participó en sesiones de captura de movimiento. En consecuencia, ella misma aparece como un personaje desbloqueable y jugable en el título. Igualmente, «Misery Business» se presentó en Saints Row 2 y en la banda sonora de NHL 08. Por otro lado, el vídeo musical «Decode», junto con el tráiler de la película Crepúsculo, fue exhibido en PlayStation Home para los usuarios de Norteamérica desde el 11 hasta el 18 de diciembre de 2008.